# Маламокко
Маламо́кко (итал. Malamocco, лат. Metamauco) — историческое поселение в Италии, в провинции Венеция области Венеция, на острове Лидо. Административно входит в муниципалитет Лидо-Пеллестрина, который входит в состав коммуны Венеция.

## История
Маламокко — одно из самых ранних поселений Венецианской лагуны. Существовало c античности как порт Падуи. До города можно было легко добраться из других важных центров, таких как Равенна, Альтино и Аквилея, благодаря транзиту через Via Popilia — дорогу, построенную при консуле Попиллии в 132 году до н.э. Численность населения и значимость выросла во время варварских нашествий на континентальную Италию.
Четвёртый дож Венецианской республики, Теодато, в 742 году перенёс свою резиденцию из Эраклеи в Маламокко.
Жители Маламокко проявили героизм при шестимесячной осаде республики королём Пипином в ходе Франкско-венецианской войны (809—810). Агнелл Партеципаций, руководивший обороной Маламокко, был избран 10-м венецианским дожем. Однако после войны политический центр было решено переместить из Маламокко, оказавшегося довольно уязвимым при атаке с моря, на остров Ривоальто (Риальто) в глубине лагуны.
В 1106 году катастрофическое наводнение полностью уничтожило Маламокко. Через год город начал восстанавливаться на западном побережье Лидо (ранее он располагался на восточном, Адриатическом берегу). Это соответствует его современному расположению.
В поселении 15 августа особо празднуется Успение Пресвятой Богородицы.

## Достопримечательности
- Церковь Санта-Мария Ассунта — постройка XI века, перестроенная в XV-XVI веках;
- дворец подеста (XV век).